# Astacus
Astacus – rodzaj skorupiaków z rzędu dziesięcionogów i rodziny rakowatych.
Skorupiaki te mają przynajmniej szczątkową formę dwóch par (przednich i tylnych) listewek postorbitalnych na karapaksie. Na epistomie mają za papilla renalis kolec lub listewkę. Na meropoditach ich szczękonóży trzeciej pary występuje po jednym, dużym kolcu, położonym w części środkowo-dystalnej, a niekiedy obecny jest jeszcze mniejszy kolec położony bardziej dystalnie. Samce mają pleopody (odnóża odwłokowe) pierwszej pary zakończone dwupłatkowo, przy czym jeden płat sięga odsiebnie dalej niż drugi. Drugą parę pleopodów cechują egzopodity sięgające dystalnie tak daleko lub prawie tak daleko jak endopodity. Prawie zawsze segmenty pleonu (odwłoka) od drugiego do czwartego mają pleury klinowate lub zaokrąglone, pozbawione drobnych kolców na brzusznych końcach. Wyjątkiem jest tu A. balcanicus u którego takie kolce na pleurach są widoczne, choć mają postać szczątkową.
Przedstawiciele rodzaju zasiedlają wody słodkie środkowej i wschodniej Europy.

## Taksonomia
Rodzaj ten wprowadzony został w 1775 roku przez Johana Christiana Fabriciusa. Jego nazwa wywodzi się od greckiego terminu αστακóς, którym określano w starożytności rakowate jak i homarowate. Gatunkiem typowym jest Cancer astacus.
Według bazy World Register of Marine Species należą tu gatunki:
- Astacus astacus Linnaeus, 1758 – rak szlachetny
- Astacus balcanicus (Karaman, 1929)
- Astacus colchicus Kessler, 1876
- Astacus edwardsii Van Straelen, 1928
- Astacus laevissimus Fritsch et Kafka, 1887
- Astacus multicavatus Bell, 1863

W Polsce występuje tylko pierwszy z wymienionych.
Część autorów włącza do rodzaju Astacus rodzaj Pontastacus w randze podrodzaju, jednak Przemysław Śmietana i inni wynieśli go w 2006 na podstawie kryteriów morfologicznych, zoogegraficznych i ekologicznych do rangi osobnego rodzaju.